# 桑迪 (马尔库-迪卡纳韦塞什)
桑迪是葡萄牙波尔图区的一个堂区。总面积8.56平方公里，总人口2018人，人口密度236人/平方公里。